# Căuești
Căuești – wieś w Rumunii, w okręgu Jassy, w gminie Șcheia. W 2011 roku liczyła 554 mieszkańców.